# The Twisted Childhood Universe
The Twisted Childhood Universe (afgekort TCU), soms ook bekend als het Poohniverse, is een Britse filmserie en een gedeeld fictieve universum van onafhankelijke slasher-horrorfilms. Het werd bedacht en gecreëerd door Rhys Frake-Waterfield en geproduceerd door de makers van productiebedrijf Jagged Edge Productions. De films draaien om personages uit kindermedia die opnieuw zijn vormgegeven als moorddadige schurken, waaronder Winnie de Poeh en Peter Pan. Sinds juli 2025 bestaat de reeks uit vier films.

## Achtergrond

### Ontstaan
Nadat de rechten van het personage Winnie de Poeh van het gelijknamige boek uit 1926 van A.A. Milne & E.H. Shepard op 1 januari 2022 in het publiek domein kwamen, besloot productiebedrijf Jagged Edge Productions om een horrorfilm over het personage te ontwikkelen. Nadat de eerste promotiebeelden van de film werden uitgebracht, ging de film online viraal en kreeg het veel media-aandacht. De film verscheen op 26 januari 2023 onder de titel Winnie-the-Pooh: Blood and Honey en kreeg veel negatieve reacties; zo was de film de grote 'winnaar' tijdens de Golden Raspberry Awards 2023 waarbij de film won in vijf categorieën, waaronder voor Slechtste film, Slechtste scenario en Slechtste regisseur. Ondanks de kritiek was de film een financieel succes; met een budget van 100.000 Amerikaanse dollar, wist de film ruim 7,7 miljoen dollar op te halen. Na dit financiële succes maakte Jagged Edge Productions in het voorjaar van 2023 bekend plannen te hebben voor een vervolgfilm met een hoger budget. Gelijktijdig maakte ze bekend te werken aan een destijds nog naamloos gedeeld filmuniversum, waarin horrorfilms over verschillende personages uit kindermedia uitgebracht zouden worden.

### Start van gedeeld universum
In maart 2024 maakte Jagged Edge Productions officieel bekend dat de filmserie en gedeeld fictieve universum de naam The Twisted Childhood Universe zou krijgen, daarbij werden tevens de eerste vier vervolgfilms aangekondigd. Diezelfde maand, op 18 maart 2024, ging Winnie-the-Pooh: Blood and Honey 2 als de tweede film in de reeks in première en diende als direct vervolg op de film Winnie-the-Pooh: Blood and Honey uit 2023.
In januari 2025 werd de film Peter Pan's Neverland Nightmare uitgebracht, gebaseerd op het personage Peter Pan van het kinderboek Peter and Wendy van schrijver J.M. Barrie uit 1911. In juli 2025 ging de film Bambi: The Reckoning in première, deze werd gebaseerd op het personage Bambi van het gelijknamige kinderboek uit 1923 van Felix Salten. Voor datzelfde najaar staat tevens de horrorfilm Pinocchio: Unstrung gepland, gebaseerd op het personage Pinokkio van het gelijknamige kinderboek uit 1883 van Carlo Collodi.
De producent maakte bekend dat na meerdere solo-films het de bedoeling is dat deze losstaande personages samen komen in één film. De producent maakte hierbij de vergelijking met het Marvel Cinematic Universe, waarbij eerst meerdere films over losse superhelden verschenen en deze uiteindelijk samen kwamen in de film The Avengers.

## Films
| Film                               | Premièredatum   | Regisseur(s)          | Schrijver(s)          | Producent(en)                         |
| ---------------------------------- | --------------- | --------------------- | --------------------- | ------------------------------------- |
| Winnie-the-Pooh: Blood and Honey   | 26 januari 2023 | Rhys Frake-Waterfield | Rhys Frake-Waterfield | Scott Jeffrey & Rhys Frake-Waterfield |
| Winnie-the-Pooh: Blood and Honey 2 | 18 maart 2024   | Rhys Frake-Waterfield | Matt Leslie           | Scott Jeffrey & Rhys Frake-Waterfield |
| Peter Pan's Neverland Nightmare    | 13 januari 2025 | Scott Chambers        | Scott Chambers        | Scott Jeffrey & Rhys Frake-Waterfield |
| Bambi: The Reckoning               | 15 juli 2025    | Dan Allen             | Rhys Warrington       | Scott Jeffrey & Rhys Frake-Waterfield |